# Dasyuromyia lloydi
Dasyuromyia lloydi là một loài ruồi trong họ Tachinidae.